# Египатски храм
Египатски храмови су грађени за званичне церемоније обожавања богова и слављење фараона у древном Египту и областима под египатском контролом. Храмови су представљани као кућа за богове или краљеве којима су посвећени. У њиховој унутрашњости, Египћани су обављали разне ритуале, централну функцију египатске религије: приношење жртава боговима, приказивање њихових митолошких легенди кроз фестивале, и отклањање снага хаоса. Ови ритуали су били неопходни да би богови могли да наставе да подржавају Маат, божански поредак универзума. Угошћивање богова и брига о њима су обавезе фараона, који су стога посвећивали изузетна средства за изградњу и одржавање храмова. Из нужде, фараони су делегирали већину својих ритуалних дужности мноштву свештеника, али већина становништва била је искључена из директног учешћа у церемонијама и забрањен им је улазак у најсветије одаје храма. Ипак, храм је био важан верски објекат за све класе Египћана, који су тамо одлазили да се моле, приносе жртве и траже пророчке савете од бога који у њему борави.
Најважнији део храма било је светилиште , које је обично садржало неки идол, статуу бога. Одаје изван светилишта временом су бивале пространије и сложеније, тако да су храмови еволуирали од малих олтара у касном прединастичком периоду (крај четвртог миленијума пре нове ере) до масивних камених здања у Новом Краљевству (око 1550-1070 п. н. е) и касније. Ове грађевине су једне од највећих и најтрајнијих примера египатске архитектуре, чији су елементи уређени и украшени у складу са сложеним обрасцима верског симболизма. Њихов типичан дизајн састојао се од низа затворене ходника, отворених дворана и масивних улазних пилона поређаних дуж пута који се користио за фестивалске поворке. Иза храма налазио се спољни зид, иза којег се налазио широк спектар помоћних зграда.
Велики храм такође је поседовао знатне површине земље и запошљавао хиљаде радника да би задовољио своје потребе. Храмови су стога били кључни, како економски, тако и верски центри. Свештеници који су управљали овим моћним институцијама, задобијали су значајан утицај, а упркос њиховој наводној понизности према краљу, понекад су представљали значајан изазов његовом ауторитету.
Грађење храмова у Египту настављено је упркос паду цивилизације и коначном потпадању под Римско царство. Са доласком хришћанства, међутим, египатска религија суочена је са знатним прогоном, а последњи храм је затворен 550. п. н. е. Вековима су древне грађевине трпеле разарања и занемаривања. Али почетком 19. века, нагли талас интересовања за древним Египтом је захватио Европу, што доводи до настанка науке египтологије и доласка великог броја туриста да виде остатке славне цивилизације. Десетине храмова преживело је до данас, а неки од њих постали су светски познате туристичке атракције, које значајно доприносе привреди модерног Египта. Египтолози настављају да проучавају преживеле храмове и остатке уништених храмова, јер су они непроцењиви извори информација о друштву Древног Египта.